# Joe Ledley

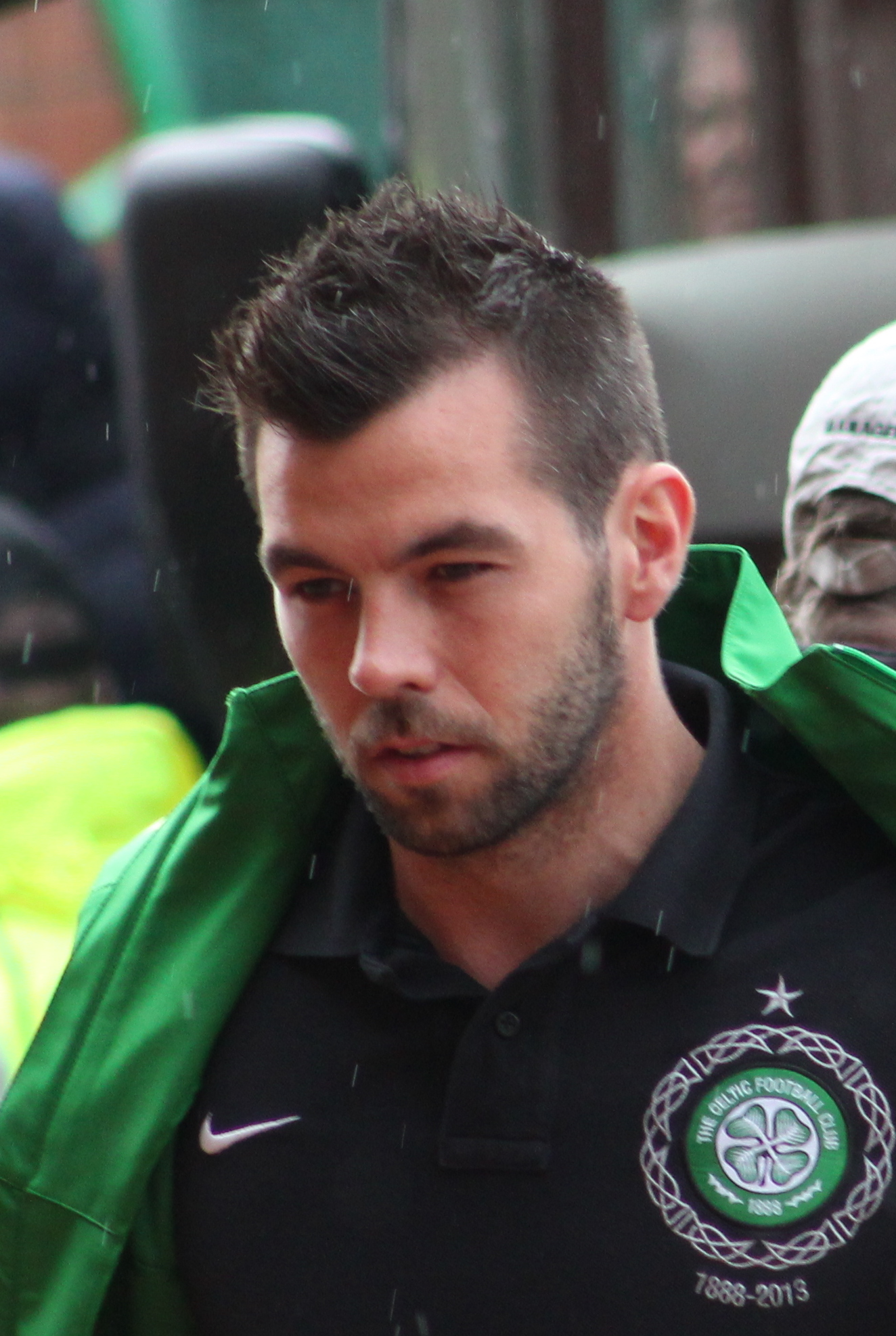
Joe Ledley (v roce 2013)

Joseph Christopher "Joe" Ledley (* 23. ledna 1987 Cardiff, Wales, Spojené království) je bývalý velšský fotbalový záložník.

## Klubová kariéra
- Cardiff City FC (mládež)
- Cardiff City FC 2004–2010
- Celtic FC 2010–2014
- Crystal Palace FC 2014–2017
- Derby County FC 2017–2019
- Charlton Athletic FC 2019–2020
- Newcastle Jets FC 2020
- Newport County AFC 2021

Ledley působil v seniorské kopané v klubech Cardiff City FC (Wales), Celtic FC (Skotsko), Crystal Palace FC (Anglie), Derby County FC (Anglie), Charlton Athletic FC (Anglie), Newcastle Jets FC (Austrálie) a Newport County AFC (Wales).

## Reprezentační kariéra
Joe Ledley nastupoval za velšské mládežnické reprezentace U17, U19 a U21.
Svůj debut za velšský národní A-tým absolvoval 7. 9. 2005 v kvalifikačním utkání ve Varšavě proti týmu Polska (prohra 0:1). Se svým mužstvem se mohl v říjnu 2015 radovat po úspěšné kvalifikaci z postupu na EURO 2016 ve Francii (byl to premiérový postup Walesu na evropský šampionát). V závěrečné 23členné nominaci na šampionát nechyběl.